# Caussinknappen
Caussinknappen är en kulle i Antarktis. Den ligger i Östantarktis. Norge gör anspråk på området. Toppen på Caussinknappen är 2 310 meter över havet.
Terrängen runt Caussinknappen är huvudsakligen platt, men västerut är den kuperad. Trakten är obefolkad. Det finns inga samhällen i närheten.